# Pavol Uher
Pavol Uher, též Pavel Uher (* 20. května 1931), byl slovenský a československý politik Komunistické strany Slovenska a poslanec Sněmovny lidu Federálního shromáždění za normalizace.

## Biografie
K roku 1971 se profesně uvádí jako ředitel družstevního podniku.
Ve volbách roku 1971 zasedl do Sněmovny lidu (volební obvod č. 160 – Trenčín, Západoslovenský kraj). Ve FS setrval do konce funkčního období, tedy do voleb roku 1976.